# Nikolai Pawlowitsch Aljochin
Nikolai Pawlowitsch Aljochin (russisch Николай Павлович Алёхин, in englischer Transliteration Nikolaj Pavlovich Alekhin; * 23. Novemberjul. / 6. Dezember 1913greg. in Werchnie Padi (Oblast Tambow); † 10. August 1964) war ein sowjetischer Raketeningenieur.

## Leben
Aljochin studierte am Belarussischen staatlichen Polytechnischen Institut in Minsk, machte dort 1940 seinen Abschluss und war anschließend im Flugzeugbau tätig. Während des Zweiten Weltkrieges war er von 1942 bis 1946 unter Gluschko am Experimental-Konstruktionsbüro, dem heutigen  NPO Energomasch, in Kasan eingesetzt. 1946 wurde er zur Untersuchung der erbeuteten Raketentechnik nach Deutschland abkommandiert.
1950 absolvierte Aljochin die höhere Ingenieursausbildung für Raketentechnik an der Staatlichen Technischen Universität Moskau N. E. Bauman. 
Er beschäftigte sich dann mit Entwurf und Ausführung von automatischen Steuerungen für Hochleistungs-Flüssigkeitsraketentriebwerke, was unter anderem bei den Raketen vom Typ Wostok, Woschod und Sojus zur Anwendung kam.

## Ehrungen
- 1957 wurde Aljochin der Leninorden verliehen.[4]
- Im Jahre 1970 benannte die IAU den Mondkrater Alekhin offiziell nach Nikolai Pawlowitsch Aljochin.[5][6]